# Сок од јабуке
Сок од јабуке је воћни сок који настаје мацерацијом и пресовањем јабуке. Настали избачени сок може се даље третирати ензиматским и центрифугалним прочишћавањем како би се уклонили скроб и пектин који у суспензији држе ситне честице, а затим пастеризовали за паковање у конзерве од стакла, метала или асептичног система за обраду или даље третирати поступцима дехидратације до концентрата. 
Због сложене и скупе опреме потребне за екстракцију и бистрење сокова од јабука у великој количини, сок од јабуке обично се производи комерцијално. У Сједињеним Државама, нефилтрирани свежи сок од јабуке производи се мањим операцијама у областима велике производње јабука, у облику неразјашњене јабуковаче. Сок од јабуке један је од најчешћих воћних сокова на свету, а светску производњу предводе Кина, Пољска, Сједињене Државе и Немачка.

## Производња
Јабуке које се користе за сок од јабука обично се беру између септембра и средине новембра на северној хемисфери и између фебруара и средине априла на јужној хемисфери. Уобичајена сорта која се користи за сок од јабуке је McIntosh. Отприлике две средње јабуке McIntosh-а производе око 200 милилитара сока. Након бербе јабука се оперу и транспортују у погон за прераду. Затим се јабуке одмах пресују и цеде како би се избегло кварење. У зависности од компаније и крајњег производа, јабуке се могу прерадити на различите начине пре пресовања.Затим се сок од јабуке филтрира, а преостали број чврстих честица делимично дефинишу разлику између сока од јабуке и јабуковаче. У случајевима када се сок од јабуке третира ензимски, типична класа ензима који се користе су пектиназе.

## Пастеризација
Пошто је сок од јабуке кисео, обично има pH 3,4, може се пастеризовати краће време или на нижим температурама од многих других сокова. У ту сврху, америчка управа за храну и лекове препоручује следећа времена термичке обраде и температуре: 
- 71°C (160°F ) најмање 6 секунди,
- 74°C (165°F) најмање 2,8 секунди,
- 77°C (170°F) током најмање 1,3 секунде,
- 79°C (175°F) најмање 0,6 секунди,
- 82°C (180°F ) најмање 0,3 секунде,

## Непастеризовани сокови и болести које се преносе храном
Од 2000. до 2010. године, у Северној Америци је било преко 1700 случајева болести повезаних са пијењем непастеризованог сока и јабуковаче. Патогени повезани са овим болестима које се преносе храном укључују паразите, бактерије и вирусе. Најчешћи патогени су били  E.coli 0157 и 0111, Салмонела, Cryptosporidium, Clostridium botulinum и Хепатитис А. Патогени се могу ширити на више начина, попут контаминације тамо где се воће узгаја, ношења у контаминираним конзервама или до лошег руковања и прања.

## Састав и исхрана
Сок од јабуке садржи 88% воде и 11% угљених хидрата (укључујући 9% шећера), са занемарљивим садржајем протеина или масти.  Референтна количина незаслађеног сока од јабуке од 100 ml даје 46 калорија и нема значајан садржај било којих микронутријената.

## Складиште
Свежи сок од јабуке захтева хлађење. Затворене боце сока од јабука у конзерви могу се чувати на тамном, хладном месту, као што је остава или ормар, да би се одложила разградња производа. Изглед, текстура или укус сока могу се променити током времена. Једном када се пакет сокова отвори или ако произвођач није затворио и отпремио без потребе за хлађењем, мора се добро затворити и хладити како би се избегла контаминација микроорганизмима попут бактерија. Идеална температура складиштења сока од јабуке је између 0°C (32°F) и 4°C (39°F).

## Јабуково сирће
Иако се сок од јабуке генерално односи на филтрирани, пастеризовани производ пресовања јабука, нефилтрирана и понекад непастеризована верзија сока у Сједињеним Државама и деловима Канаде обично је позната као „јабуковача”. Настојећи да ово искористе, неки произвођачи филтрираног и бистрог сока (укључујући газиране сорте) означавају и продају свој производ као „јабуковача“. Правне разлике нису универзалне и неухватљиве за примену. Другде у свету, посебно на Новом Зеланду, Аустралији и Великој Британији, једноставни термин јабуковача односи се на ферментисани воћни сок, обично направљен од јабука, али и од крушака; ово алкохолно пиће је познато као јабуковача у већем делу Северне Америке.